# Raketenpanzerbüchse 54
A Panzerschreck (páncélrém) a Raketenpanzerbüchse (RPzB), egy 88 mm űrméretű, többször használható páncéltörő rakéta népszerű elnevezése (másik népszerű becenevén Ofenrohr). A fegyvert a második világháború idején fejlesztették ki a németek.

## Története

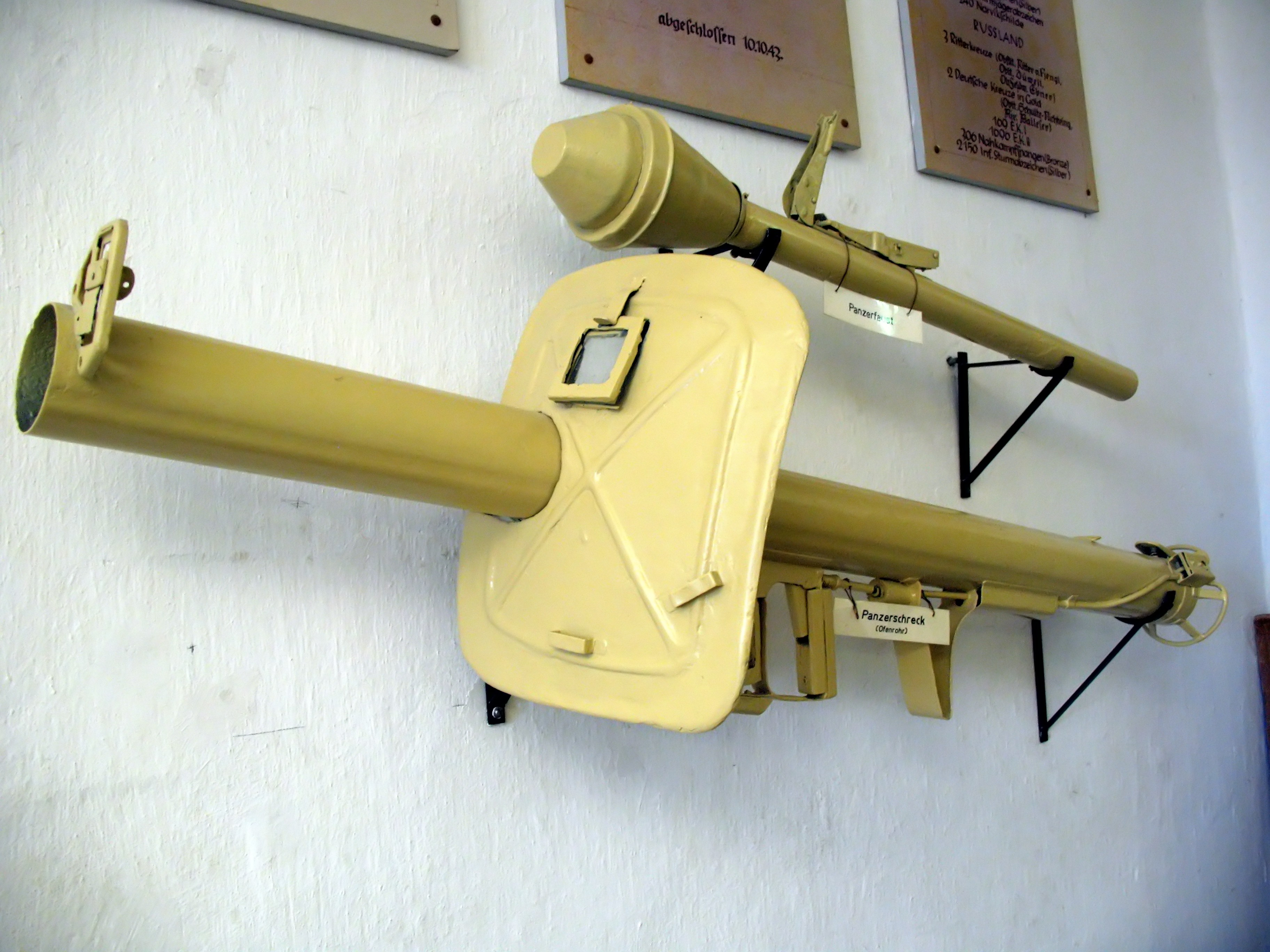

A Panzerbüchse 39-et páncéltörő fegyverként használták a Wehrmacht egységeiben azonban 1940-ben a nyugati hadjáratok során világossá vált, hogy a egyre vastagabb páncélzathoz a páncéltörő puskák már nem elegendőek. A fegyverek végül teljesen elavulttá váltak a Szovjetunió elleni háborúban. Ezért új technológia kellett a páncélosok elleni harc megvívására a gyalogság részére. Az 1941-es Észak-afrikai harcok során a német csapatok sok szövetséges Bazookát zsákmányoltak. Németország felismerte a még ismeretlen fegyver lehetőségeit, amelyet csak nagyon korlátozott mértékben használtak fel a szövetségesek. A Bazooka alapján egy különálló kialakítást fejlesztettek ki. Az indítócsövet kibővítették, hogy egy nagyobb kaliberű lövedéket lőjenek. A nagyobb kaliberűség fokozta a fegyver páncélátütési képességét, ami azt jelentette, hogy az 1943-as és 1944-es új szovjet tankmodellekkel (mint például a T-34 vagy a KV-1 is feltudták venni a harcot. A fejlesztés több mint egy évig tartott, mielőtt a fegyvert 1944 tavaszán leszállították a csapatoknak. A fegyvert leginkább a gyalogság tankelhárító kapacitásának növelésére használták. Vállról indítható rakétameghajtású, vezérsíkokkal stabilizált lövedék indítását tette lehetővé. Sokkal kisebb mennyiséget gyártottak belőle, mint az egyszer használatos Panzerfaust-ból. 
A Panzerschreck gránátvető sikere vezetett a Bazooka továbbfejlesztett verziójának megjelenéséhez, az M20 Super Bazooka néven. Ezt a modellt azonban nem használták a második világháborúban, közvetlenül az amerikai-koreai csapatok felszerelésekor vezették be a koreai háború kezdete előtt.

## Használata
A fegyver használatakor nagyon sok füst keletkezett mind a fegyver előtt, mind mögött, ami azt jelentette, hogy azokat, akik egy Panzerschreck-kel lőttek, azonnal felfedték magukat, így azonnal célponttá váltak, ezért gyorsan helyet kellett váltaniuk. Az első modell eleinte nem volt népszerű, mivel hajlamos volt súlyos égési sérüléseket okozni a lövő arcán amikor elhagyta a rakéta az indítócsövet. Kezdetben ezt a problémát egy gázmaszk segítségével oldották meg. A probléma megoldására egy Oberleutnant Riechers fronttiszt által 1943 őszén tervezett, célzóablakkal ellátott pajzs volt. Az innovációt azonnal bevezették a termelésbe. Az új modell neve R.PzB. volt. 54. A fegyver zárt terekből (például bunkerekből vagy házakból) való tüzelése szintén problémás volt, mivel mérgező füsttel töltötte meg a helyiséget és azonnal felfedte a fegyver helyzetét. A fegyvercső és a füstje miatt a német katonák csak ""Ofenrohr"" ("kályhacső") hívták, mert nagyon hasonlított kinézetre egy népszerű kályhának kéményéhez. Fegyver kiszolgálásához két katona kellett az egyik lövész, a másik töltő, amely feltöltötte a fegyvert és csatlakoztatta a vezetékeket. A Panzerschreck hatékony célzóval és sokkal jobb pontossággal rendelkezett mint az amerikai változata. 200 indításig volt szavatolva az élettartama, percenként 5 lövést tudott leadni és támogató fegyverként is kitűnően bevált legfeljebb 1 kilométerig például a házak falain vagy a barikádokon való áthatoláshoz. A Panzerfaust-tal ellentétben a Panzerschreck fekvő helyzetben is használható volt. Komoly hátránya a fegyver nagy mérete volt, felépítése bonyolultabb és drágább mint a Panzerfausté, de a nagyobb lőtávolság és jobb pontosság, valamint a többszörös használat lehetősége kompenzálta azt. Mivel az ellenséges országok növekvő páncélos fölénye és a német haderő egyre kevesebb páncélelhárító ágyúval rendelkezett a Panzerschreck sikeresen felváltotta őket utcai illetve közel harcban. 1944 tavaszától kezdve a német gyalogsági ezredek tankelhárító osztályaiban kezdetben 36, később 54 és 18 tartalék volt rendszeresítve.

## Technika
Az első modell az RPzB 43 volt, amely 164 cm hosszú volt, és gránát nélkül súlya körülbelül 9,25 kg volt. Az RPzB 43 működtetésekor a katonáknak védőruházatot és szűrő nélküli gázálarcot kellett viselniük, hogy a fegyver lövésekor védve legyenek a rakéta forró gázsugarától. 1943 októberében az RPzB 54 követte, amelyet 36 × 47 cm méretű védőpajzzsal szereltek fel a lövész védelmére. Ez a kiadás nehezebb volt, gránát nélkül súlya 11 kg, hatásos lőtávolsága 150 méter volt. Ezt követte az RPzB 54/1 továbbfejlesztett rakétameghajtással, rövidebb indítócsővel és körülbelül 180 méterre megnövelt hatótávolsággal.
A 88 mm-es rakétalövedéket a fegyvercső hátsó részén kellett betölteni aztán csatlakoztatni a elektromos vezetékeket amelyek indításkor fogantyúba elhelyezett kis generátorból elektromos impulzust kaptak, ha kézzel megnyomták azt. Amikor elhagyta a rakéta az indítócsövet, az első két méter után beindult a rakéta hajtóműve amely tovább gyorsította azt. 

## Galéria

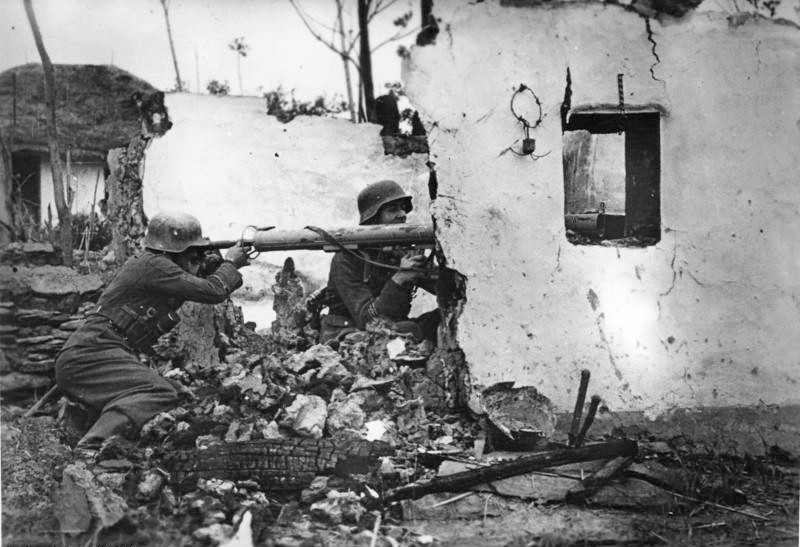
Rajtaütésre készülő német katonák a keleti fronton, 1944-ben
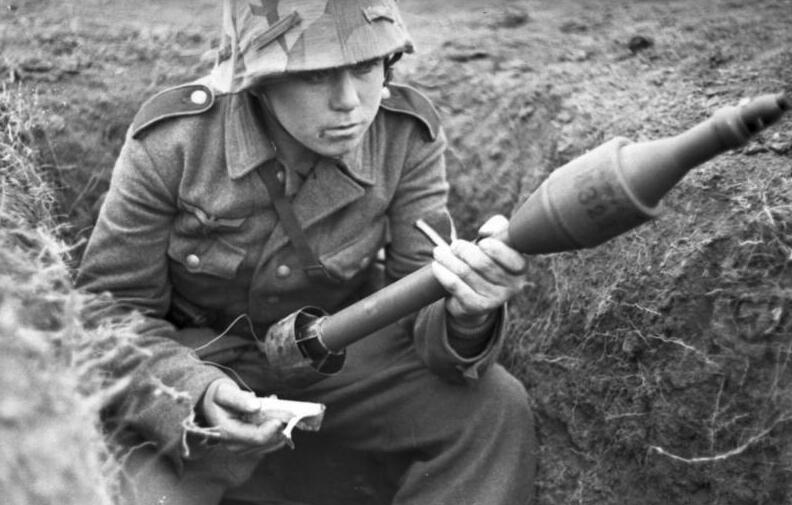
A Panzerschreck rakétameghajtású lövedéke
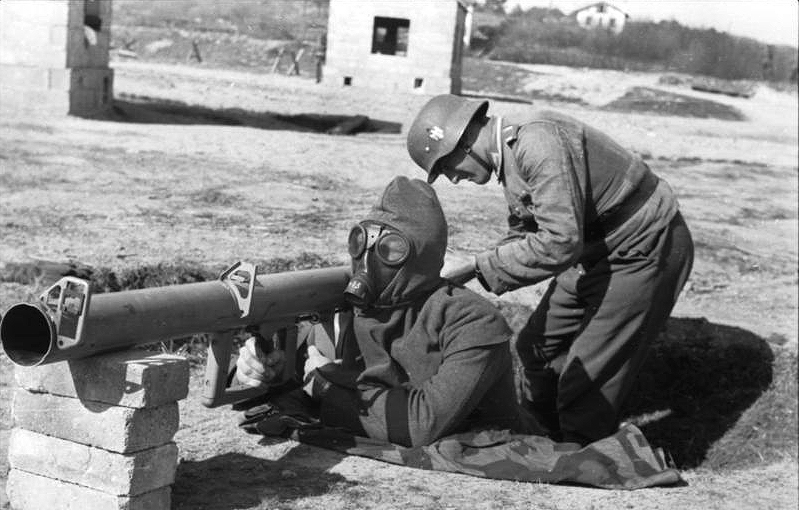
RPzB 43 és kezelője védőmaszkban és köpenyben
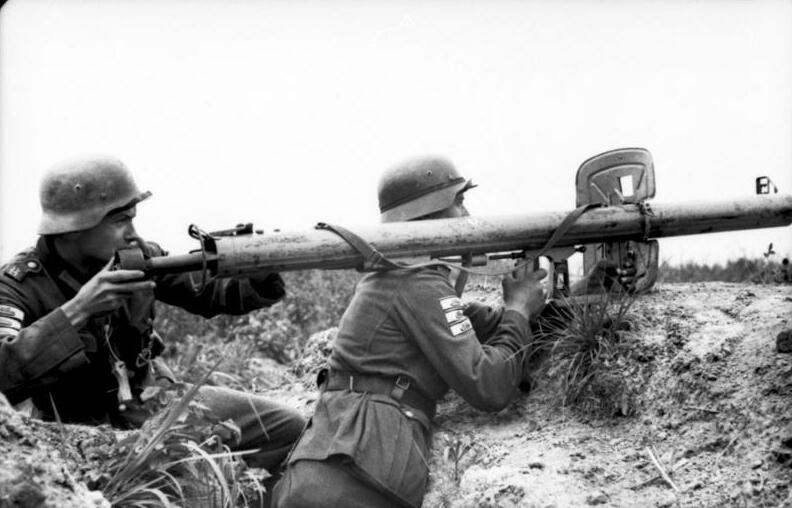
Német katonák "Panzerschreck"-kel Narva (település) környékén.
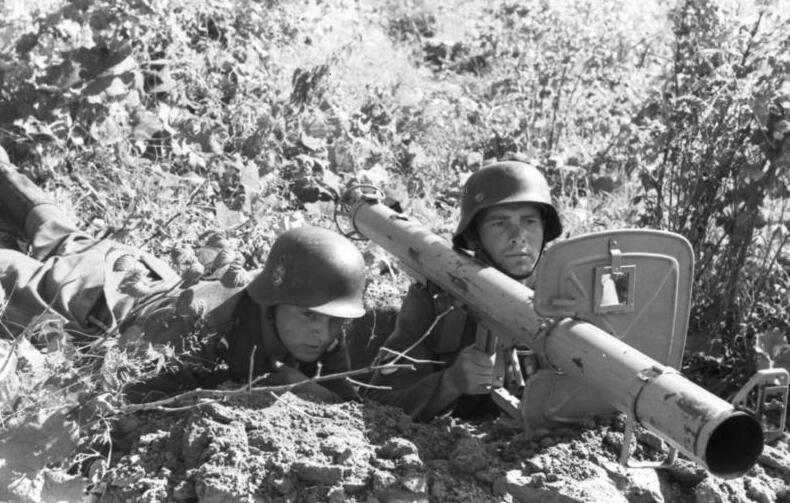
Német katonák "Panzerschreck"-kel Narva (település) környékén 2.
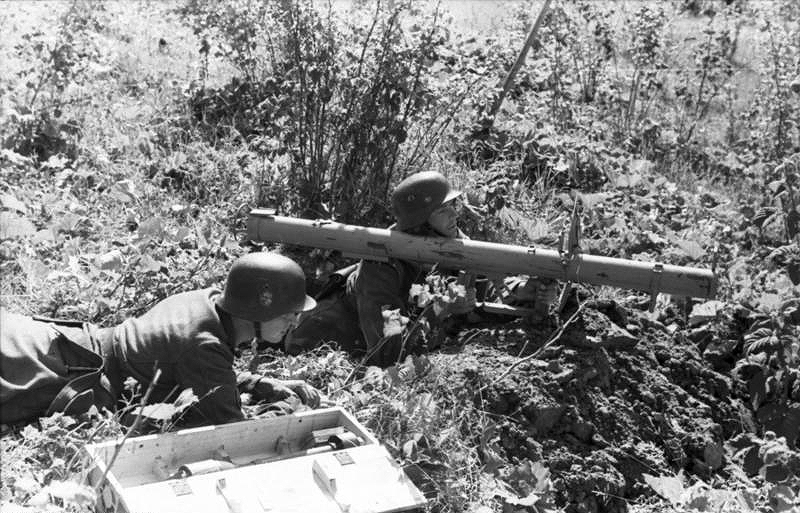
Német katonák "Panzerschreck"-kel Narva (település) környékén 1944 augusztusában.
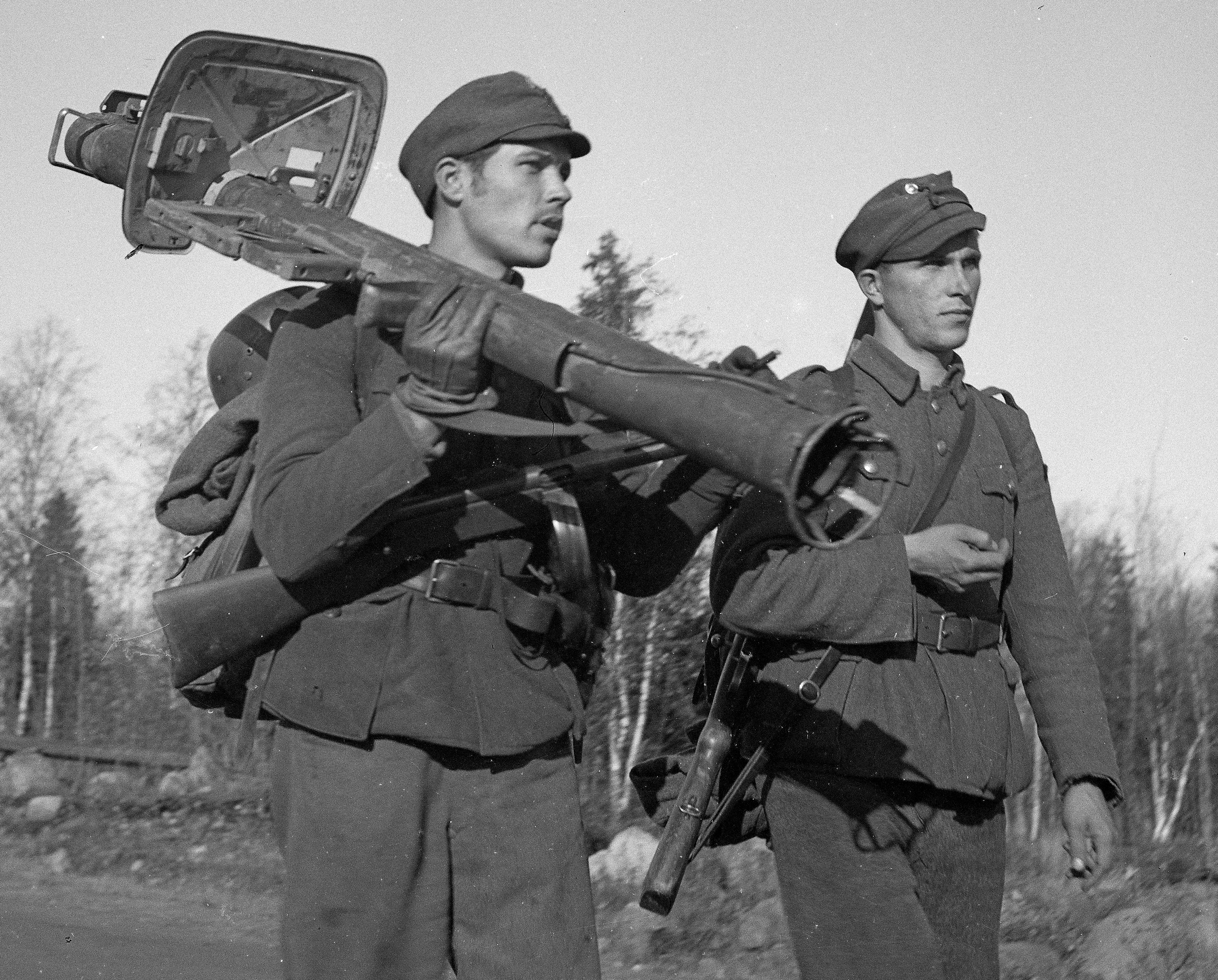
Finn páncélelhárító járőrök kezükben egy német bazooka "Panzerschreck" RPzB. 54

## Lásd még
- Bazooka
- Piat

## Külső hivatkozások
- http://www.inert-ord.net/atrkts/pschrek/
- WW2 Finnish Manual on Panzerschreck Archiválva 2007. október 17-i dátummal a Wayback Machine-ben